# Abu Sabit
Abu Sabit Amir (arab. أبو ثابت عامر, ur. 1283, zm. 1308) - sułtan Maroka z dynastii Marynidów, wnuk sułtana Abu Jakuba Jusufa. 

## Życiorys
Wstąpił na tron po śmierci dziada w 1307 roku, nie zdołał jednak kontynuować jego podbojów. Musiał wycofać się z kraju Abdalwadydów i przerwać wieloletnie oblężenie Tilimsanu. Dodatkowo pod jego rządami wybuchły zaciekła walki o władzę między członkami klanu Marynidów, których ofiarą padł ostatecznie sam sułtan. Na tron wstąpił wówczas na krótko jego brat Abu ar-Rabija.